# Mensinge

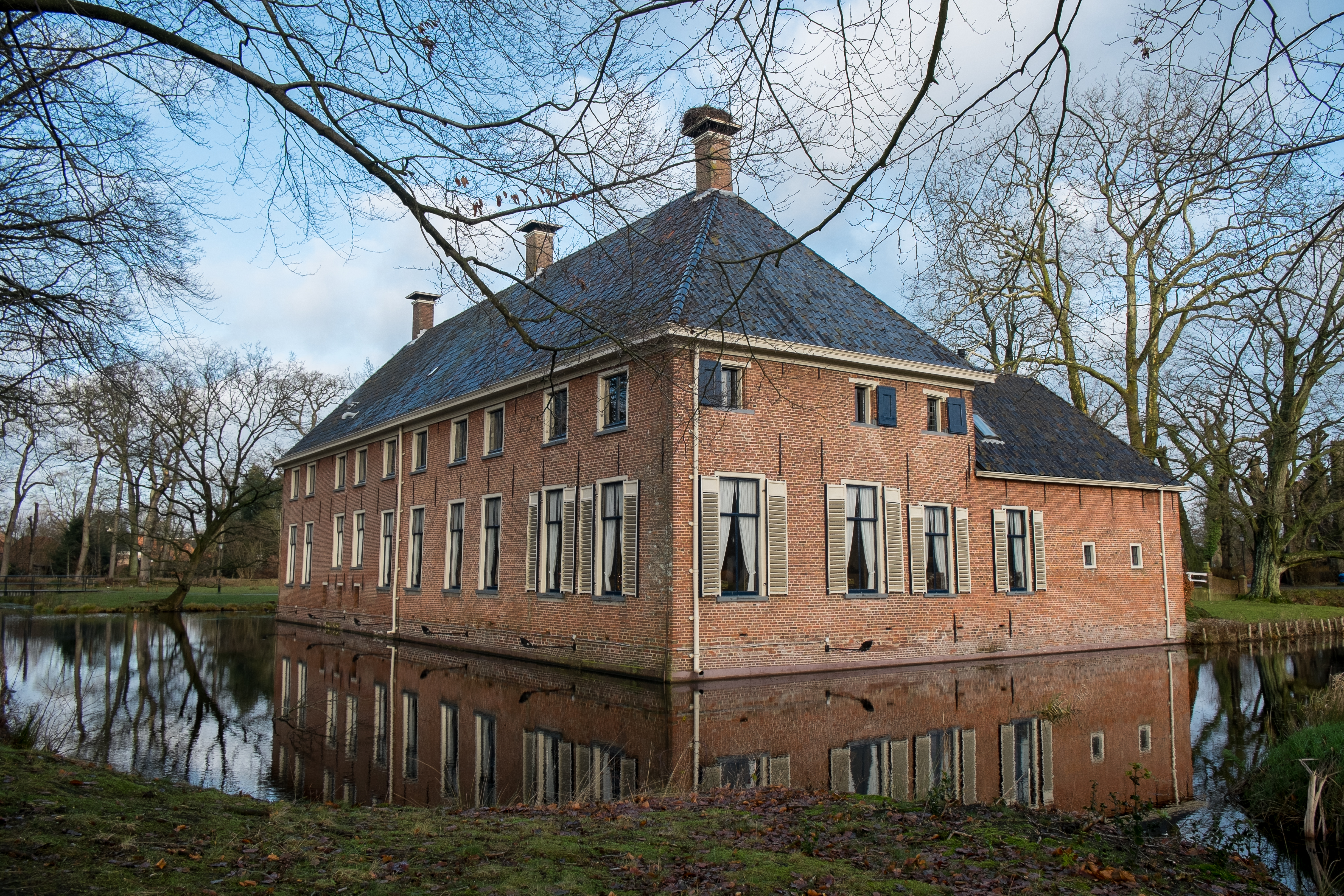
De havezate Mensinge in Roden anno 2013

Mensinge is een authentiek ingerichte havezate bij Roden in de provincie Drenthe. Het huis, dat tot 1985 particulier bewoond was, is door bezoekers te bezichtigen. Bij de havezate hoort een groot bos met wandelroutes, het Mensingebos.
Doordat het huis lange tijd bewoond is geweest en de laatste decennia nagenoeg ongewijzigd is gebleven, geeft de inrichting een goed idee hoe men vroeger woonde. Het is alsof de bewoners even weg zijn. In de kelder staan nog de geweckte potten vlees.
In de havezate zijn enkele bijzondere meubelen te zien, zoals de monumentale kussenkast uit 1690, het damesbureautje uit het begin van 20e eeuw en een chaise longue in Empire-stijl. Verder is er een verzameling porselein met Chinese wijnpotten uit 1600, porselein uit de Kang Shi-periode en een geheel compleet Chien Lung-eetservies uit 1790. In het huis hangen portretten uit de 18e eeuw en landschappen van Coenraad Kymmell. De havezate is sinds 2021 opgenomen in het Museumregister Nederland.

## Geschiedenis
In 1381 werd het huis met name genoemd als leengoed van het bisdom Utrecht. Al eerder is er rond 1330 sprake van belastingafdrachten voor het bezit van een huis te Roden, die waarschijnlijk betrekking hebben op Mensinge. Op 24 januari 1408 beleende de bisschop van Utrecht de weduwe van Johan Hiddingh met het leengoed Mensing in het kerspel Roden. In 1433 werd de riddermatige Herman Hiddingh beleend met de havezathe Mensing.
Van 1480 tot 1721 was het bezit van de Groningse familie van Ewsum. Mensinge komt voor op de lijst van erkende havezaten in de resolutie van de Drentse Landdag. Van 1722 tot 1777 bezat Mensinge het recht van havezate niet meer, omdat het was verlegd naar Mensinga in Roderwolde. De toenmalige eigenaar Coenraad Wolter Ellents kocht het recht van havezate terug van Wolter Kymmel, die in het bezit was van het recht van havezate van Mensinga.
In 1728 kreeg het huis zijn huidige vorm. In 1818 werd de schulte van Roden, Jan Wilmsonn Kymmell, door vererving van zijn tante Gesina Oldenhuis-Ellents eigenaar van Mensinge. Leden van de familie Kymmell zouden tot 1985, toen het gebouw aan de gemeente Roden werd verkocht, in het bezit blijven van de havezate. De familie Kymmell nam een belangrijke positie in in het Drentse leven; in 1825 hadden vier Drentse gemeenten een Kymmell als burgemeester. Jan Wilmsonn Kymmell was een zwager van de gouverneur van Drenthe, Petrus Hofstede. Hij was lange tijd schulte van Roden en Roderwolde en stak veel energie in het opknappen van de omgeving van Mensinge. Hij liet grote oppervlakten woeste grond ontginnen en liet bomen planten. Zo ontstond het huidige Mensingebos. Na het overlijden van Jan Wilmsonn in 1823 werd Mensinge tot 1878 bewoond door zijn zoon, de burgemeester van Roden, Coenraad Wolter Ellents Kymmell. Na diens overlijden erfden zijn neven Jan Wilmsonn Kymmel en Pieter Dirk Kymmell Mensinge. Zij werden opgevolgd door de kinderen van Jan Wilmsonn, de schilder Coenraad Wolter Jan Kymmell en diens zuster Christina Sophia Kymmell (ook wel de Joffer of de Juffer genoemd). Na het overlijden van haar broer in 1924 was de Joffer tot 1949 de enige bewoner van Mensinge. Daarna vererfde het bezit naar een verre verwant, Georg Rudolph Wolter Kymmell, die er tot zijn dood in 1956 woonde. Zijn weduwe, Elisabeth Kymmell van Geuns, kon niet aarden op de havezate en bouwde een huis ertegenover. Haar jongste dochter Reina Timmermans-Kymmell woonde tot 1985 met haar man Gertjan en kinderen, Pieter-Dirk en Jurrien Timmermans in de havezate. Door stijgende onderhoudskosten en de gemeentelijke regelgeving die (gedeeltelijk) commerciële exploitatie destijds verhinderde, zag de familie Kymmell zich genoodzaakt om het landgoed in 1985 aan de gemeente Roden te verkopen. 
Na een grondige restauratie werd Mensinge in 1988 ter bezichtiging opengesteld. Het beheer is in handen van de stichting Museum Havezate Mensinge.

Het wapen van Hiddingh
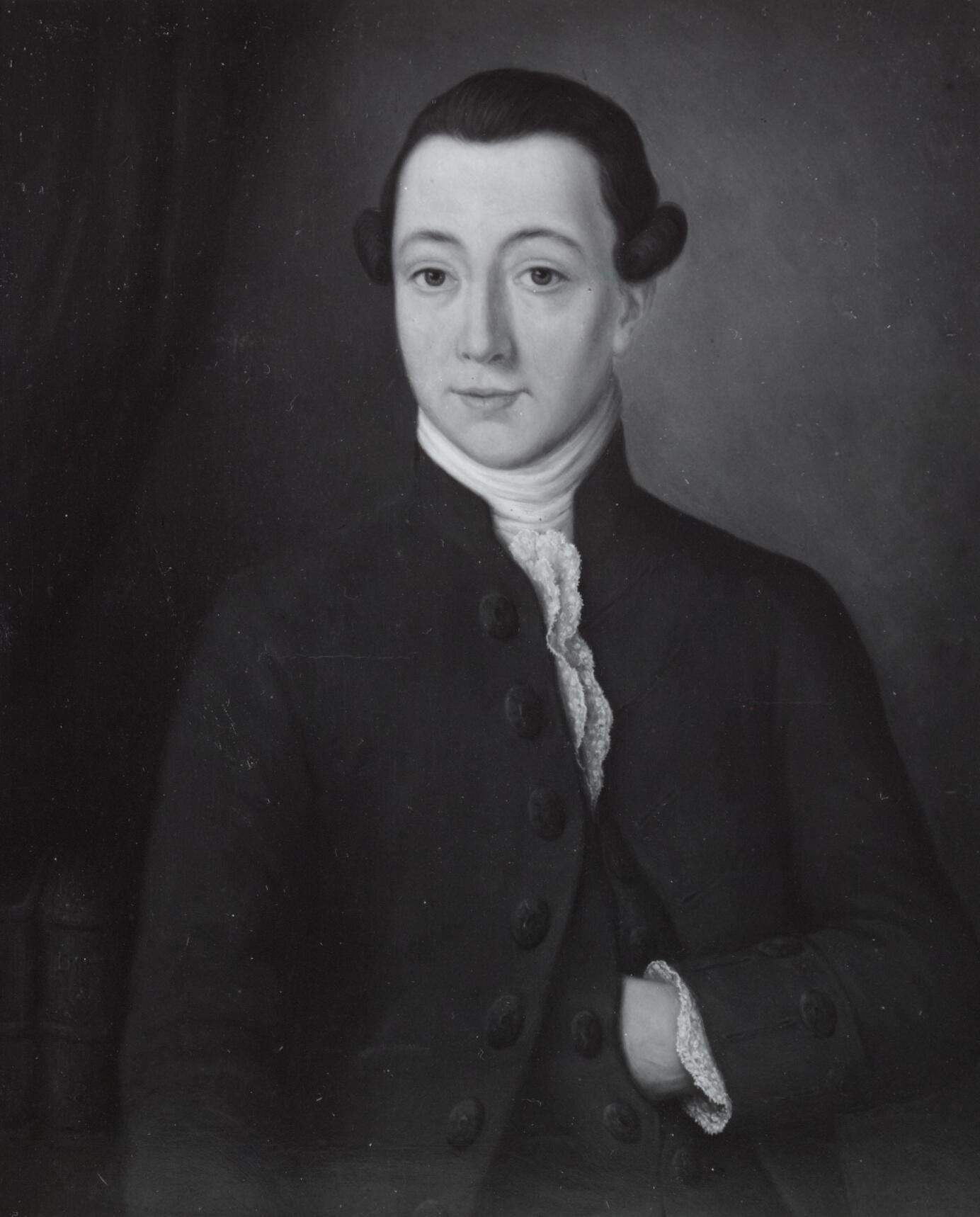
Jan Wilmsonn Kymmell (1761-1823)
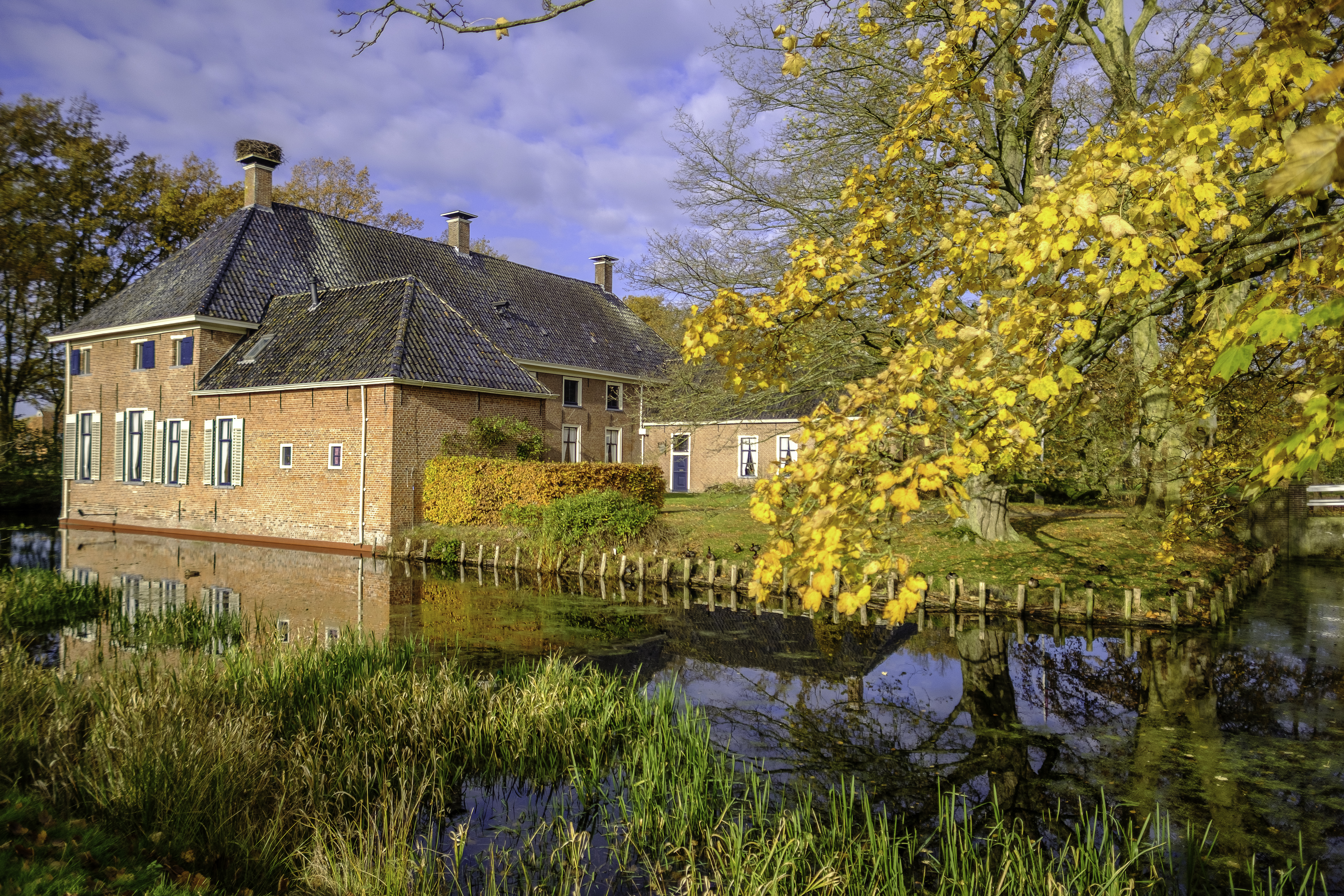
Zijaanzicht
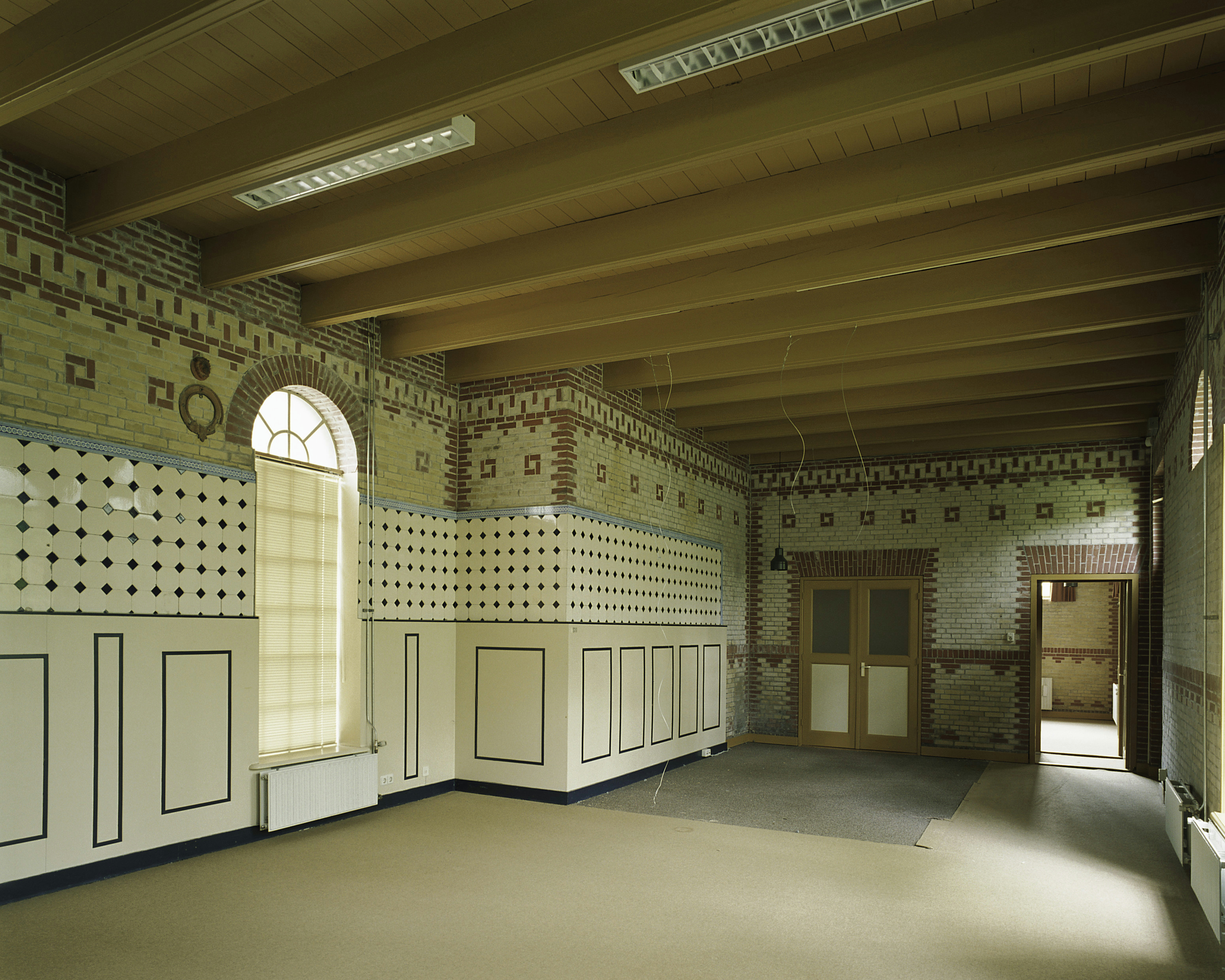
Interieur in 2006
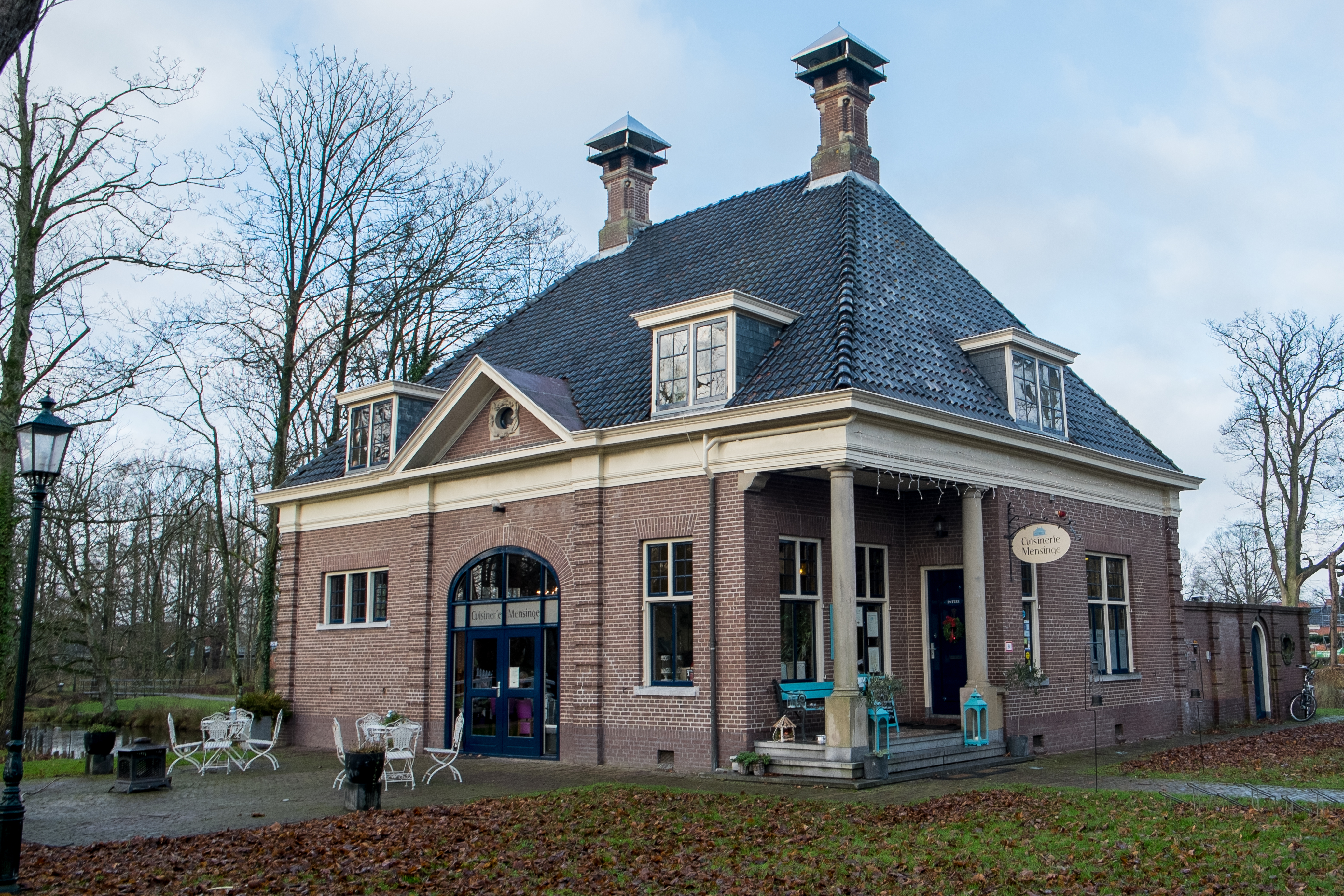
Noordelijk bouwhuis (koetshuis; 1920)
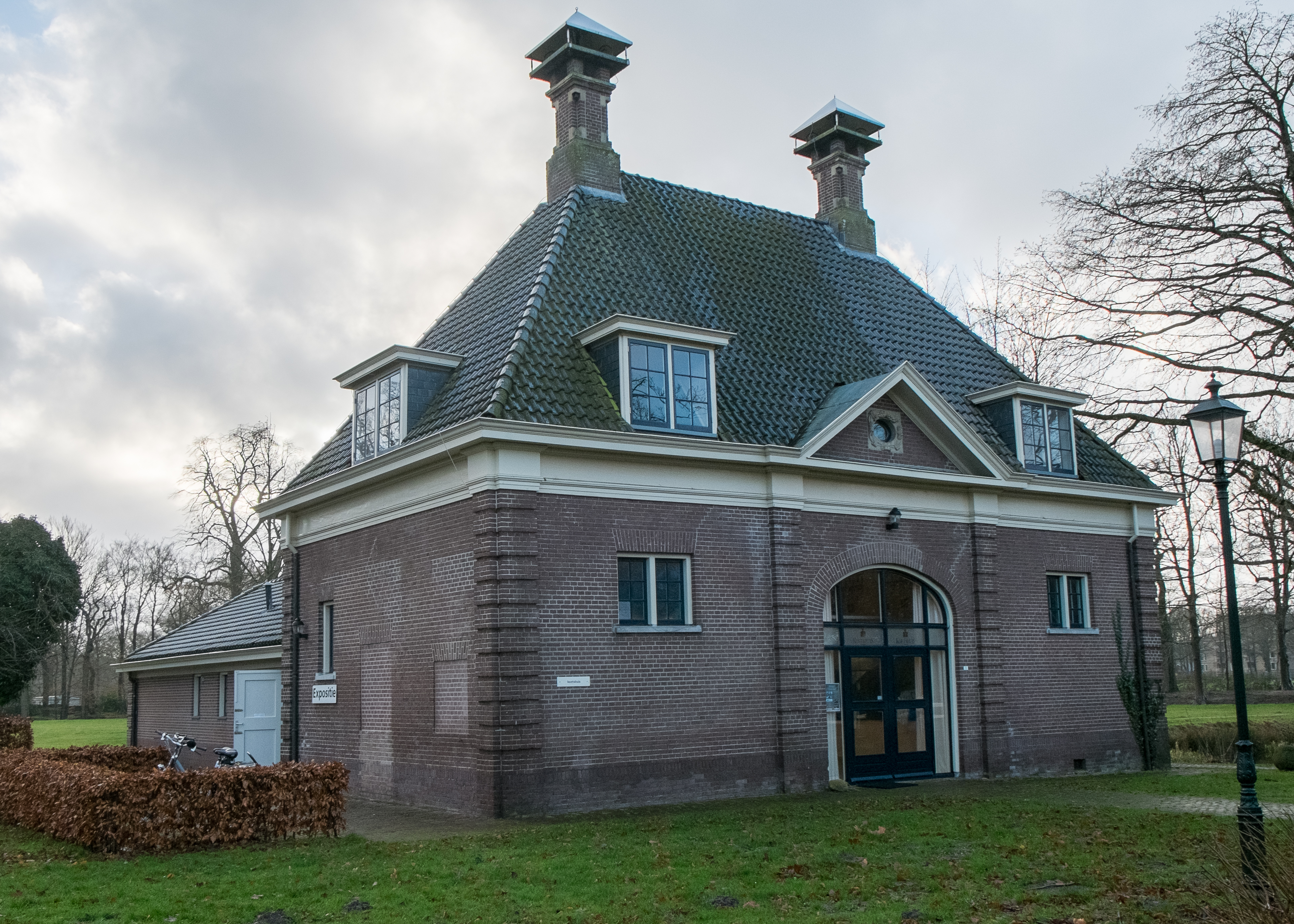
Zuidelijk bouwhuis (1920)
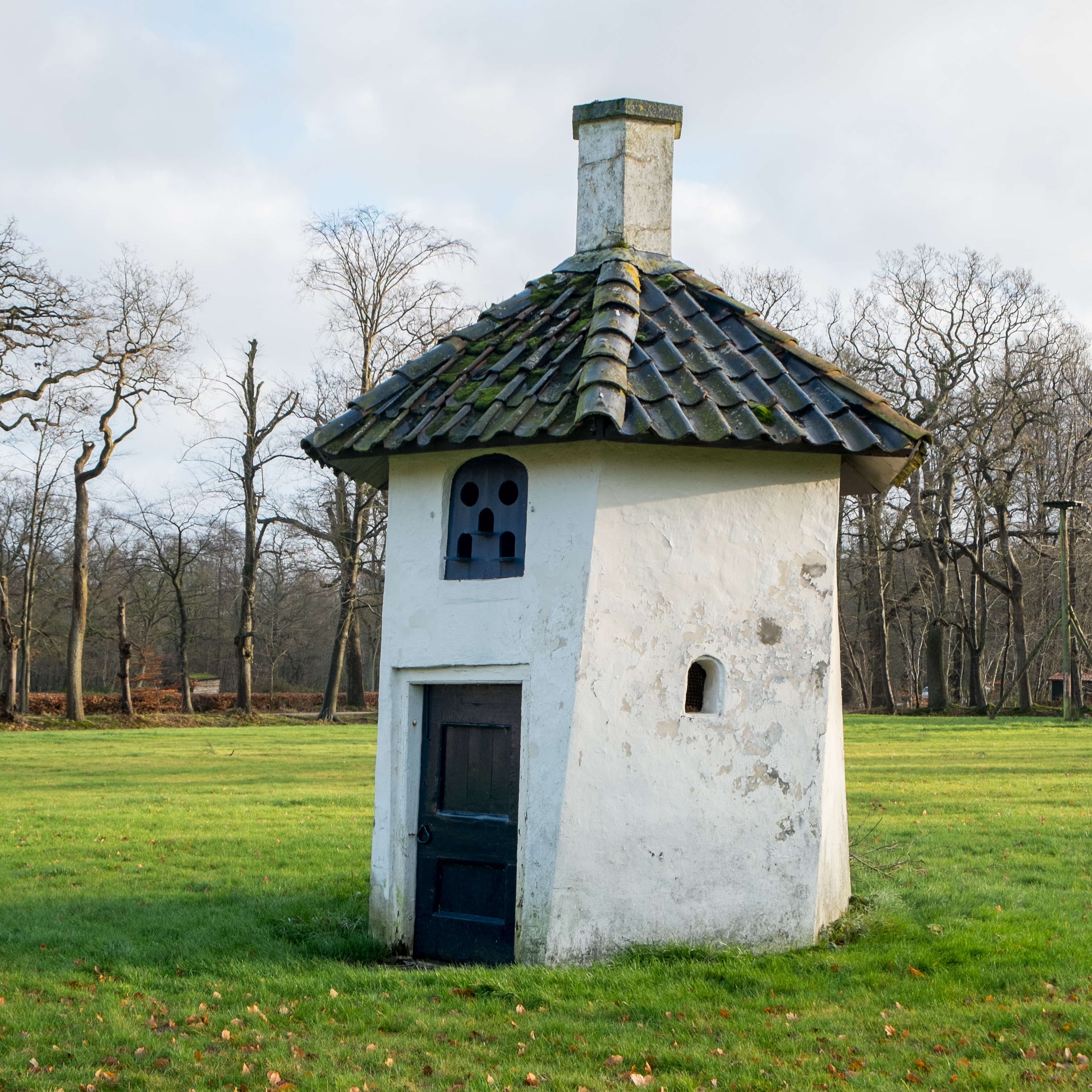
Duiventil (ca. 1750)
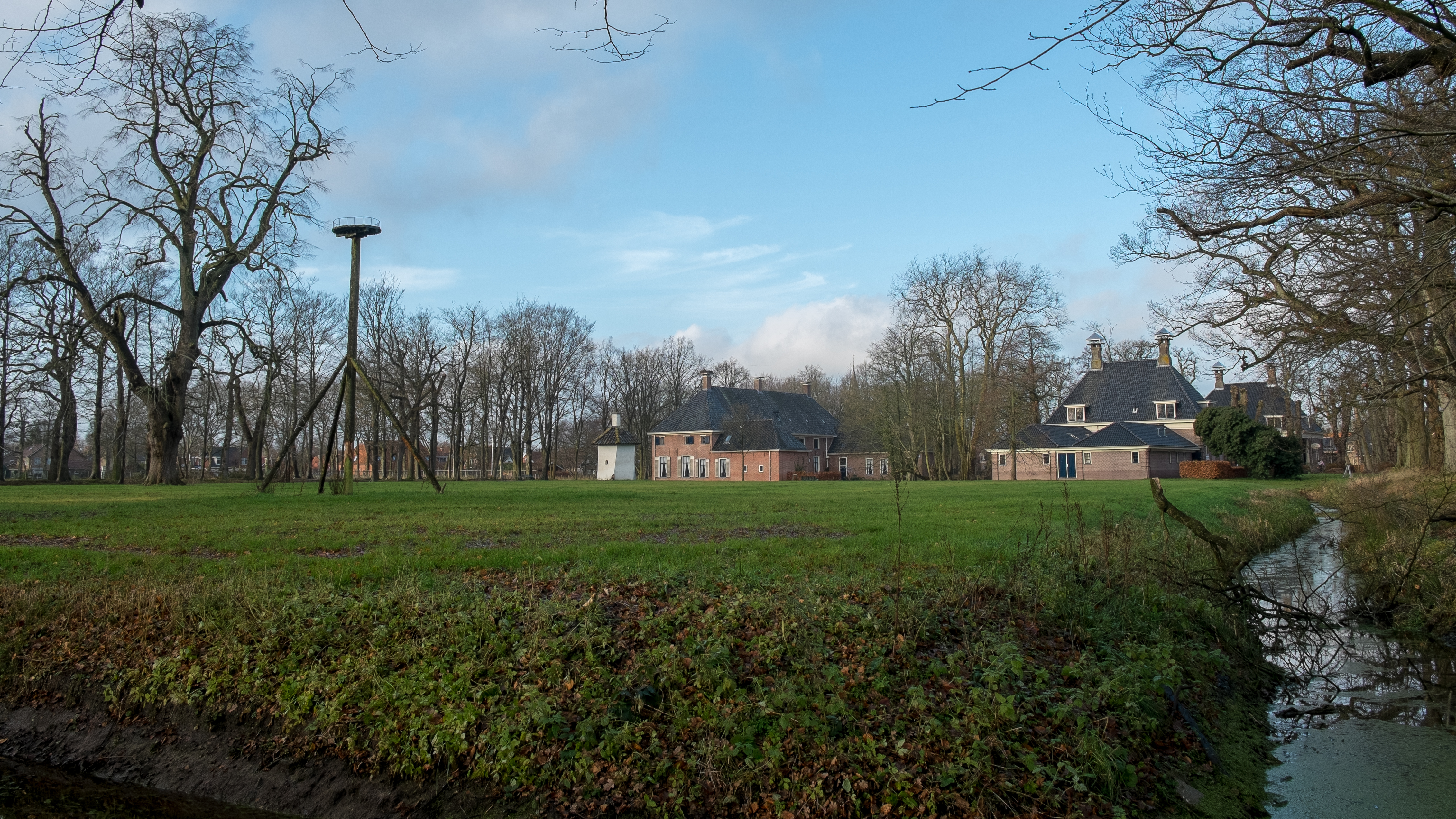
Terrein achter Mensinge met ooievaarsnest en duiventil
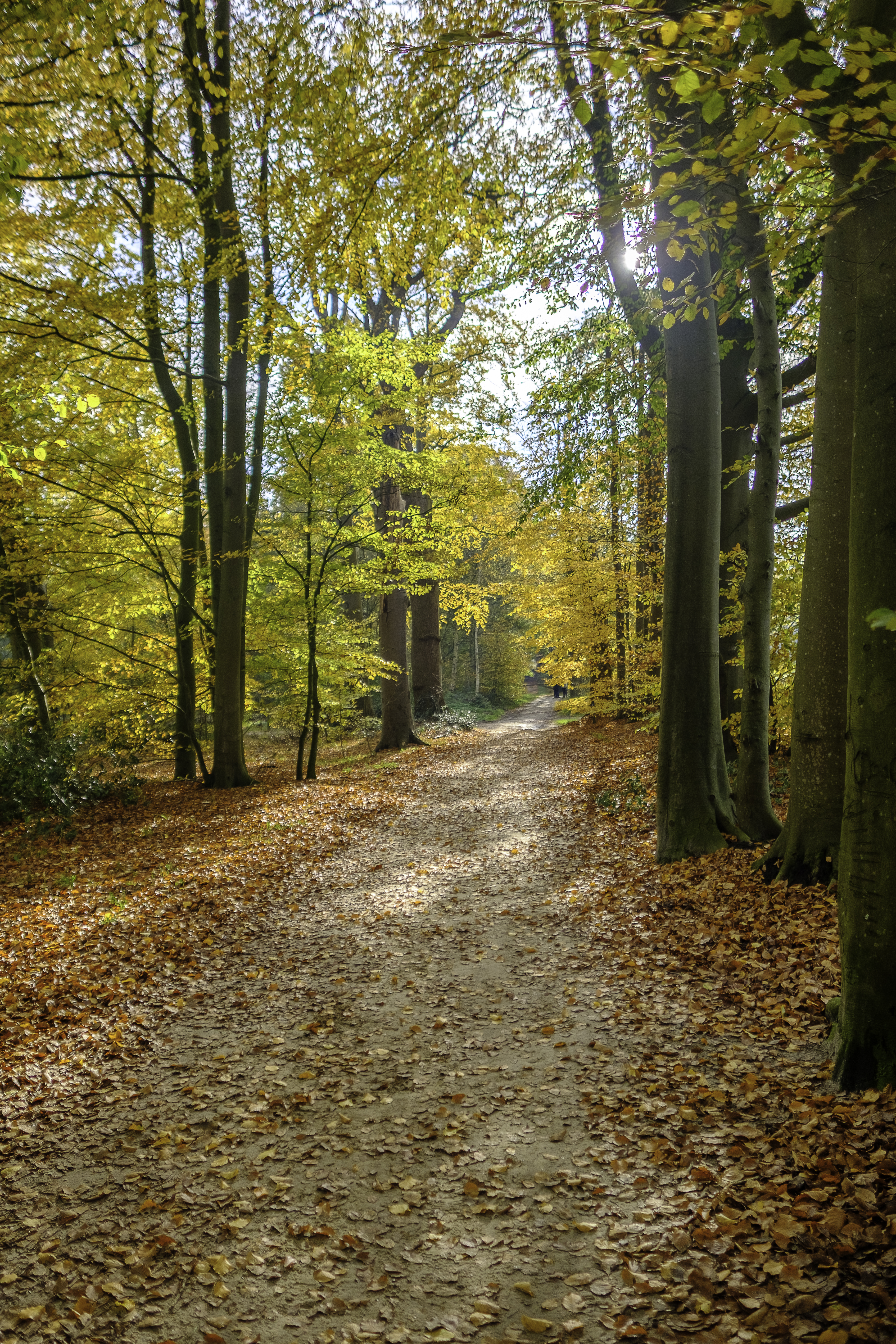
Mensingebos
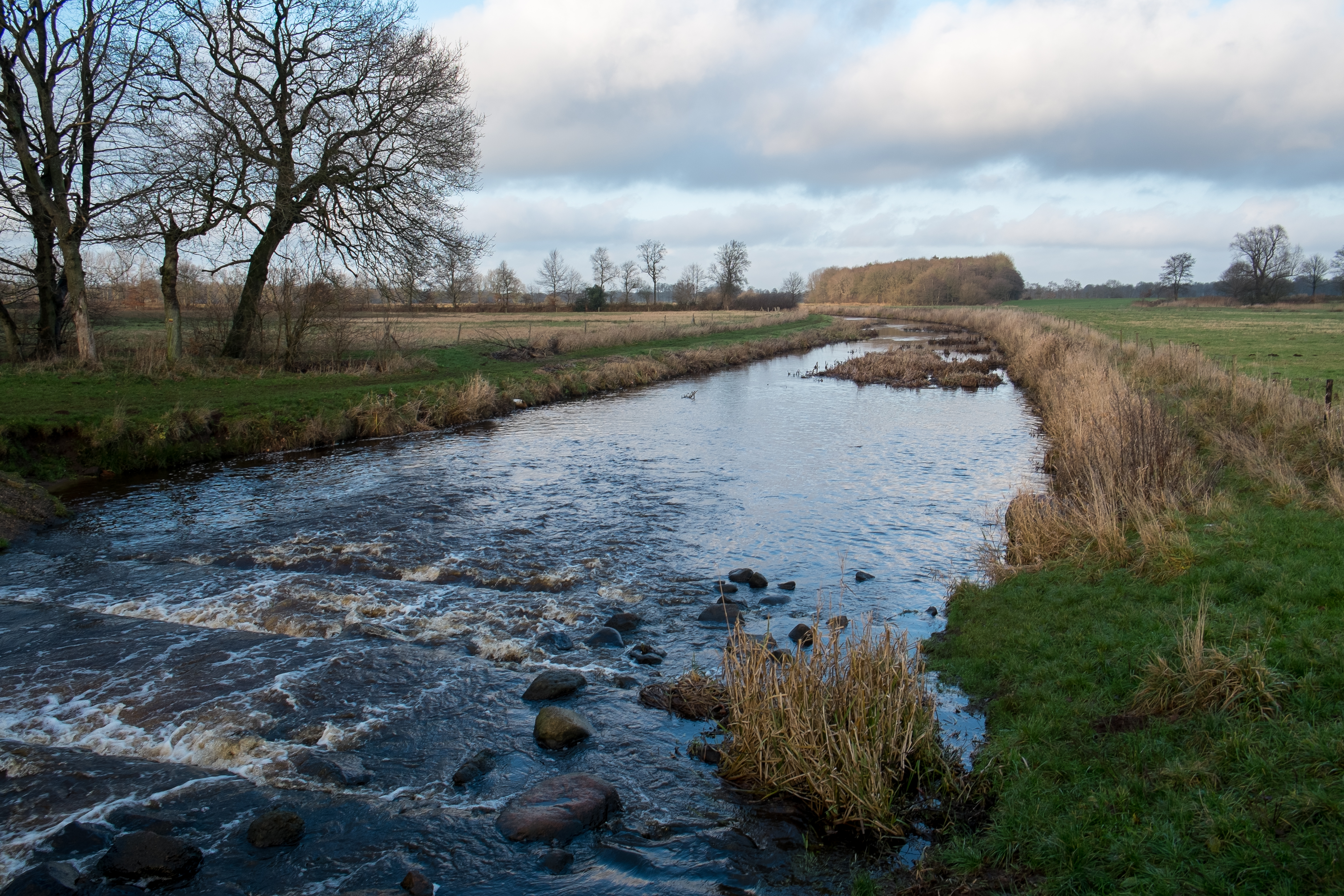
Peizerdiep/Lieversche Diep ten oosten van het Sterrebos bij Mensinge
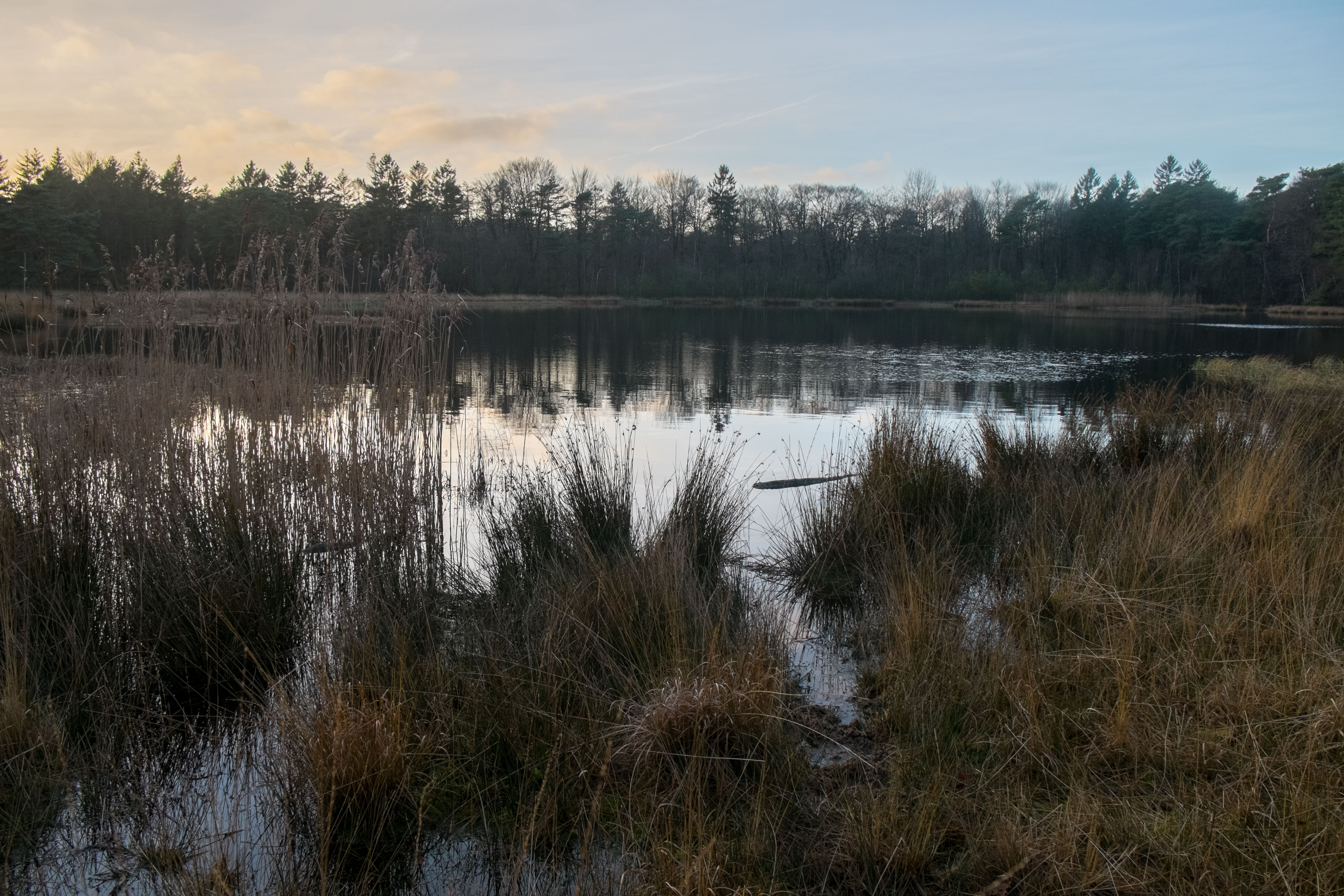
Ven in het noordelijke deel van het Mensingebos
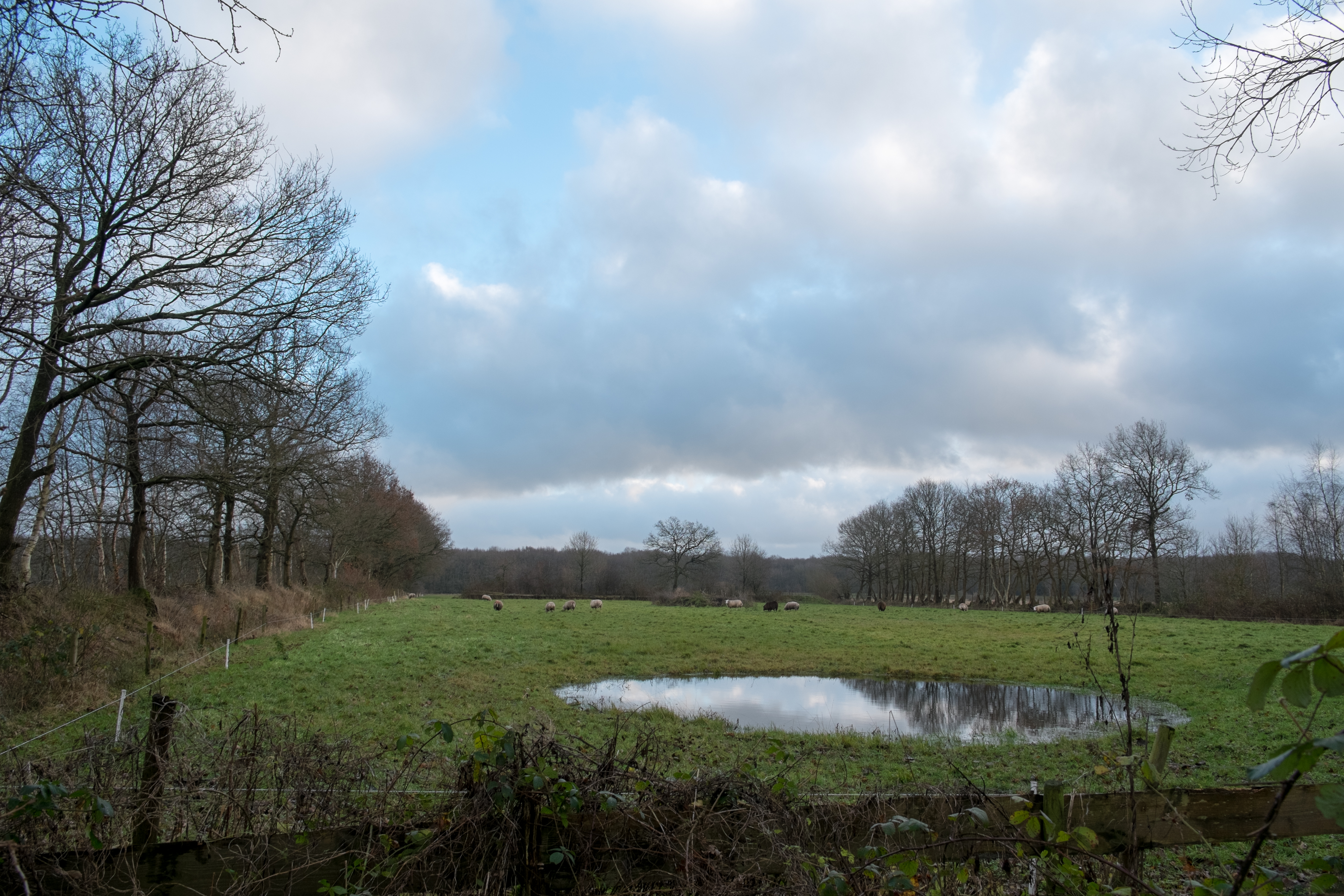
Coulisselandschap ten zuiden van het Sterrebos
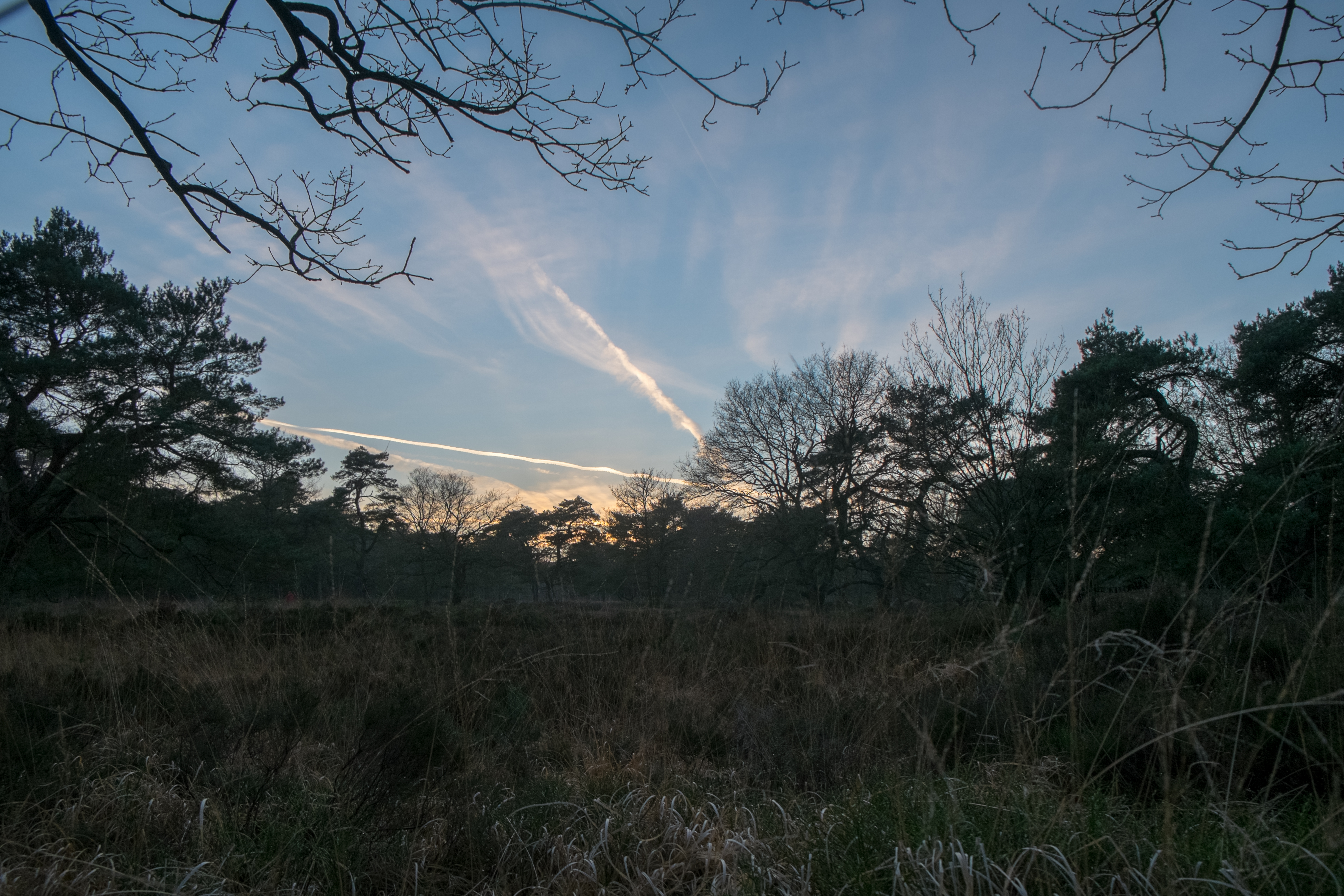
Heidegebied Moltmakersstuk in het Mensingerbos
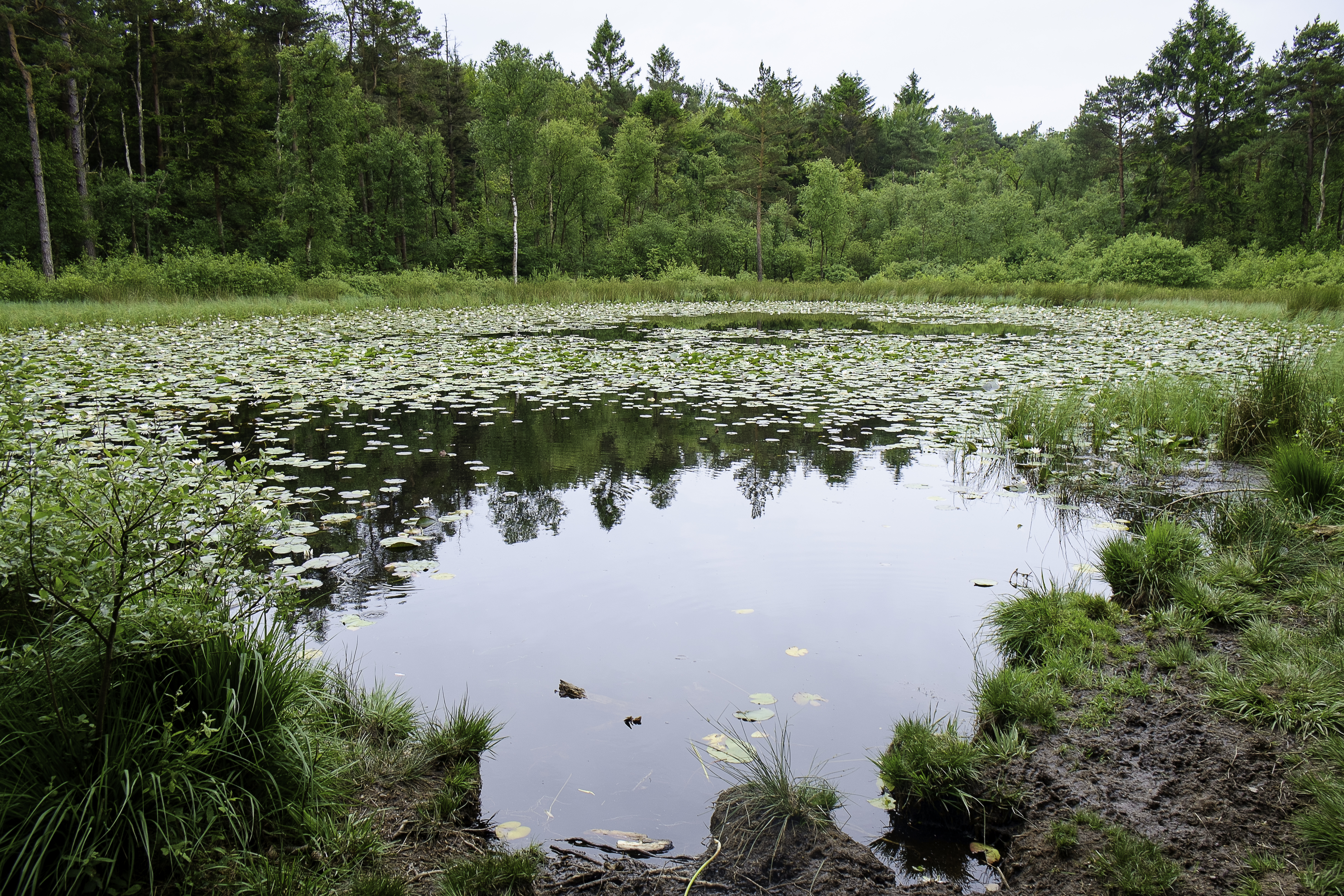
Ven in het bos
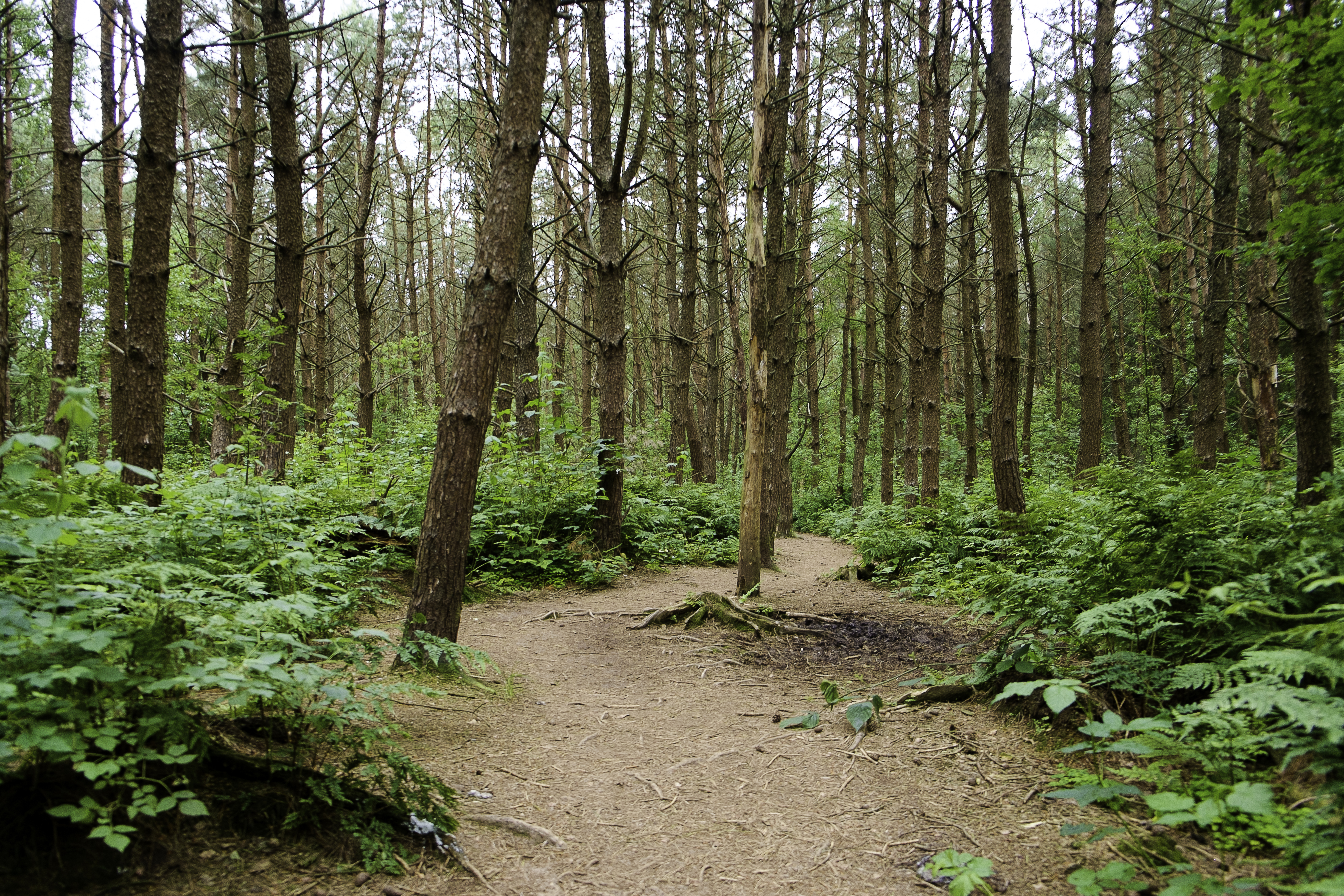
Varenpad door het bos